# Toxascaris leonina
Toxascaris leonina är en rundmaskart som först beskrevs av Otto Friedrich Bernhard von Linstow 1902.  Toxascaris leonina ingår i släktet Toxascaris och familjen Ascarididae. Arten är reproducerande i Sverige. Inga underarter finns listade i Catalogue of Life.